# Gand-Wevelgem 1938
La Gand-Wevelgem 1938, quinta edizione della corsa, si svolse il 2 giugno per un percorso di 165 km, con partenza a Gand ed arrivo a Wevelgem. Fu vinta dal belga Hubert Godart davanti ai connazionali Edmond Delathouwer e Gustave Van Cauwenberghe.

## Ordine d'arrivo (Top 10)
| Pos. | Corridore                | Tempo    |
| ---- | ------------------------ | -------- |
| 1    | Hubert Godart            | 4h53'00" |
| 2    | Edmond Delathouwer       | s.t.     |
| 3    | Gustave Van Cauwenberghe | s.t.     |
| 4    | Romain Vandermeersch     | a 1'15"  |
| 5    | Martin Van Den Broeck    | s.t.     |
| 6    | René Van Hove            | s.t.     |
| 7    | Roger Dujardin           | a 1'40"  |
| 8    | Albert Van Dijck         | s.t.     |
| 9    | Maurice Van Der Elst     | s.t.     |
| 10   | Kees Heeren              | s.t.     |